# Arco apuntado

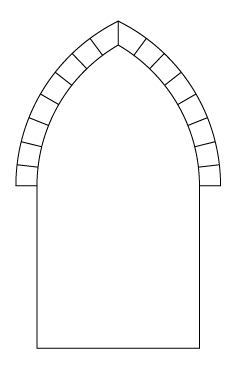
Arco apuntado.

El arco apuntado, también llamado arco ojival, es una tipología extensa de arcos que están compuestos por dos segmentos de arco formando un ángulo central en la clave. Se suele emplear en contraposición geométrica al arco rebajado. El arco apuntado transmite mejor el empuje lateral que uno de medio punto, esto hace que se puedan construir vanos más abiertos, muros más altos y se obtenga mayor sensación de verticalidad.

## Historia

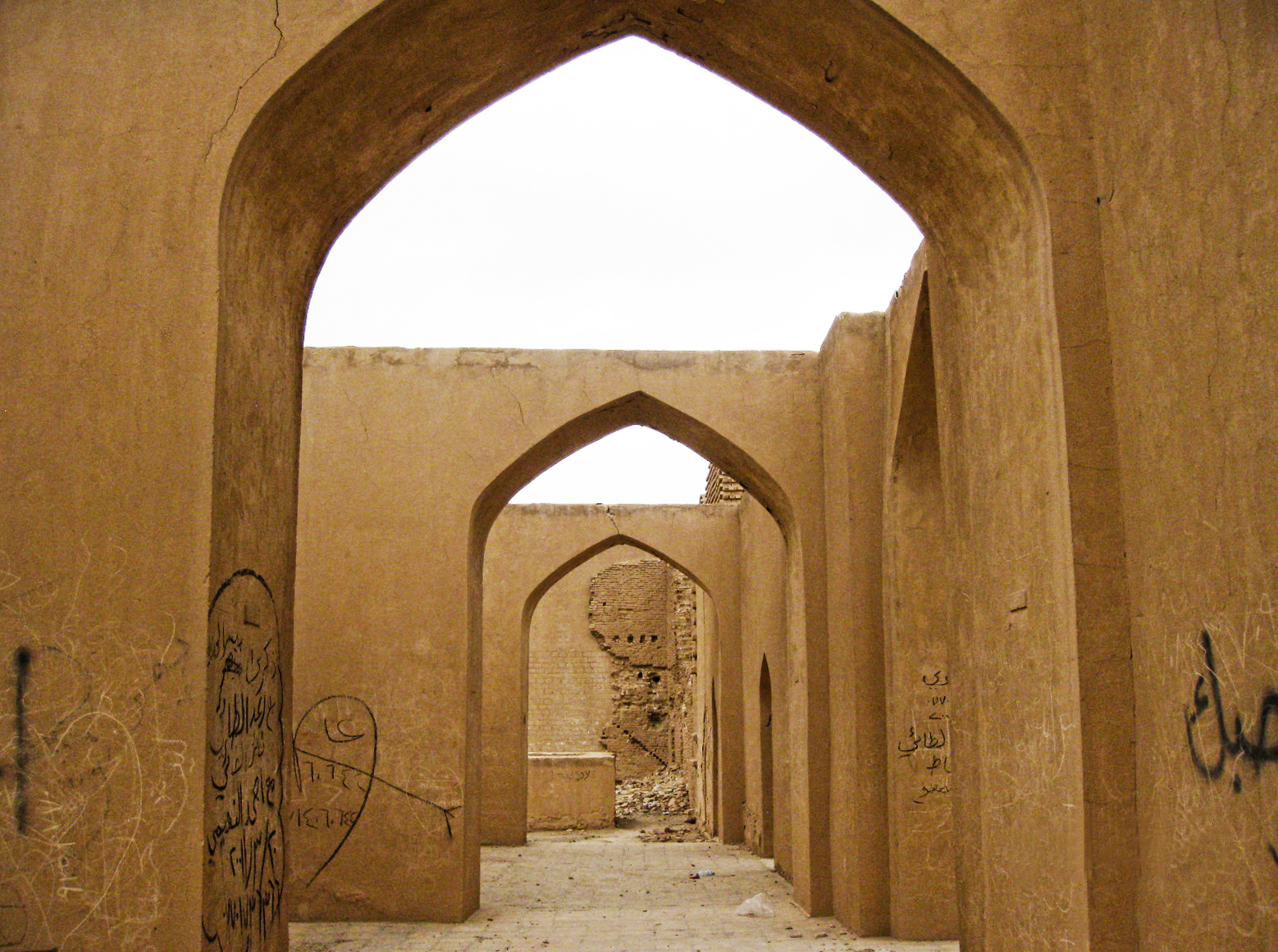
Arcos apuntados en las ruinas de Samarra, en la actual Irak.

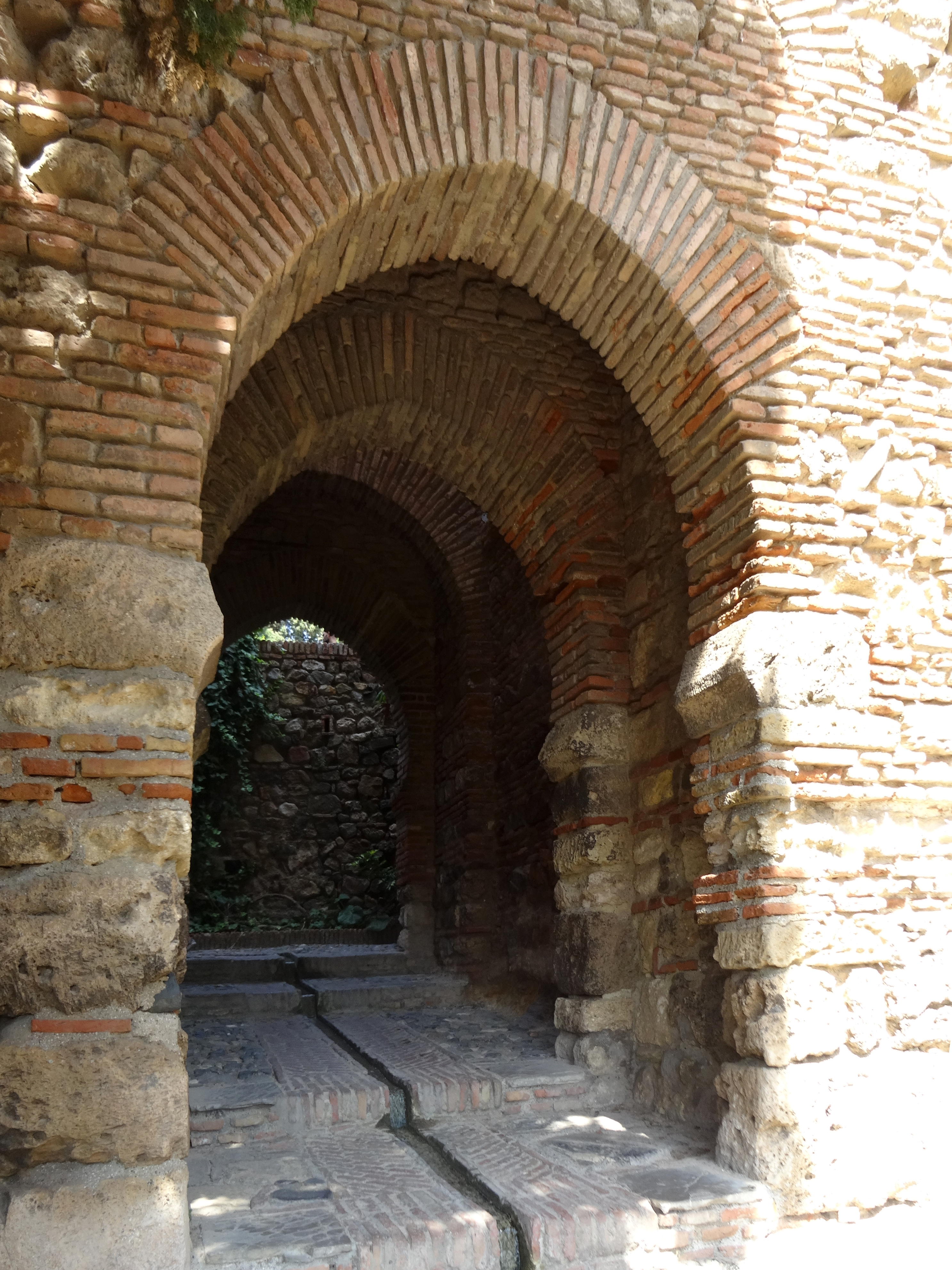
Arco de herradura apuntado o arco túmido en la Alcazaba de Málaga, España.

Empleado anteriormente por los abasíes en el siglo IX. En la arquitectura islámica, el arco de herradura apuntado o arco túmido aparece desde el siglo X. Tiene precedentes en el arte románico (siglo XII). Se utilizó en el románico borgoñón. Es típico de la arquitectura gótica (siglo XIII-XV).

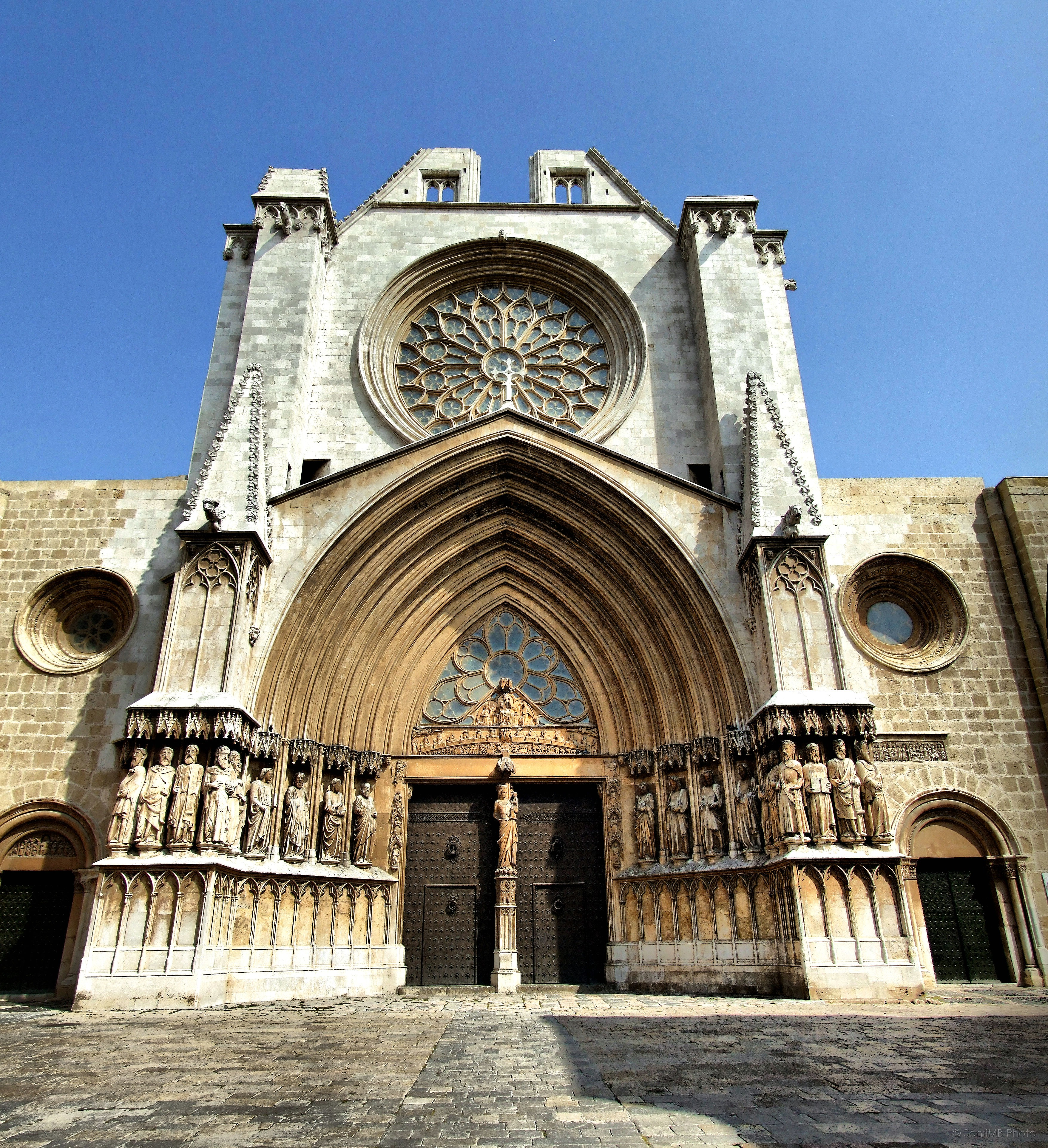
Arco apuntado en la fachada de la Catedral de Tarragona, España.

Durante el siglo XV se generaliza el uso del arco apuntado conopial, o cóncavo-convexo, de cuatro centros, dos interiores en el intradós, a la altura de las impostas, y dos externos en el trasdós. Posteriormente surge el arco rebajado, tipo carpanel, o de tres centros, dos a la altura de las impostas y uno por debajo de ella, mucho mayor. El llamado arco Tudor, típico de Inglaterra. El arco escarzano, que no llega al semicírculo, también se empleó en la arquitectura gótica, en vanos secundarios. En la última época del arte gótico se utilizó el arco mixtilíneo, compuesto de una sucesión de segmentos cóncavos, convexos y rectos.

## Características

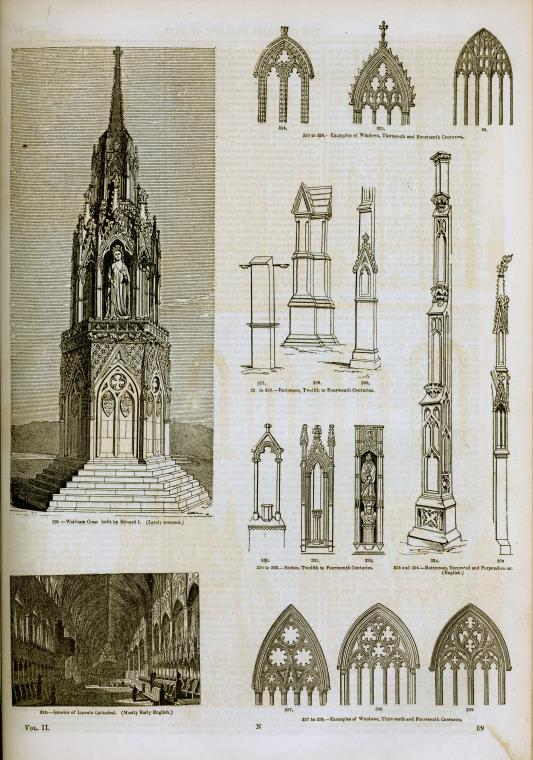
Elementos arquitectónicos de la arquitectura gótica en una obra de Charles Knight

El arco apuntado o apuntalado tiene arcos circulares tangentes a las líneas de mocheta y que se cortan en vértice agudo. En la Europa del siglo XII, el arco ojival no sólo supone un cambio estético que rompe con el clasicismo del arco de medio punto, propio de la arquitectura romana y la románica, sino que además resulta más eficaz, pues gracias a su verticalidad las presiones laterales son menores que en el arco de medio punto, permitiendo salvar mayores espacios. Es típico de la arquitectura gótica.
La sección del arco ojival reproduce los nervios, cada vez más complejos, del sistema gótico, que también se manifiestan en las mismas molduras del pilar. Tiene una forma de punta de flecha que, debido a su forma vertical, permite elevar la altura del edificio.